# Scaphytopius graneticus
Scaphytopius graneticus är en insektsart som beskrevs av Ball 1931. Scaphytopius graneticus ingår i släktet Scaphytopius och familjen dvärgstritar. Inga underarter finns listade i Catalogue of Life.